# 450 Brigitta
Brigitta (asteroide 450) é um asteroide da cintura principal com um diâmetro de 33,32 quilómetros, a 2,7016297 UA. Possui uma excentricidade de 0,103537 e um período orbital de 1 910,88 dias (5,23 anos).
Brigitta tem uma velocidade orbital média de 17,15718472 km/s e uma inclinação de 10,16601º.
Este asteroide foi descoberto em 10 de Outubro de 1899 por Max Wolf, Arnold Schwassmann.